# Gimnazjum Sióstr Nazaretanek w Wilnie
Szkoła Sióstr Najświętszej Rodziny z Nazaretu w Wilnie znane też jako Gimnazjum Sióstr Nazaretanek w Wilnie – rzymskokatolicka szkoła średnia działająca w latach 1915‒1939 w Wilnie przy Piaskowej/Sierakowskiego 13. 
Gimnazjum zostało założone na bazie znajdującej się przed I wojną światową pod kuratelą nazaretanek Tkackiej Szkoły Zawodowej (1904‒1915), w której uczono języka polskiego. Z powodu nielegalnego profilu działania szkoły lekcje przeprowadzano przy rozstawionych maszynach tkackich, by w razie kontroli prowadzonej przez rosyjskich urzędników pozorować zajęcia tkackie.
W listopadzie 1915 roku uczyło się tu 110 dziewcząt, dwa lata później już 219. W roku 1938 do szkoły uczęszczało 299 dziewcząt, a uczyło w niej 30 nauczycieli. Uczennicami gimnazjum były głównie osoby z zamożnych rodzin, przede wszystkim córki obywateli ziemskich – przy szkole działał internat.
W 1921 roku gimnazjum przeniosło się do budynku przy ul. Sierakowskiego 13. Budynek szkolny został zniszczony w 1944 roku, a po wojnie ruiny rozebrano.
Absolwentkami szkoły były m.in. Danuta Szyksznian, Wilhelmina Iwanowska i Barbara Houwalt. W latach 1928‒1929 uczyła w niej Zofia Abramowiczówna.